# Kapingamarangi
Kapingamarangi és un atol situat prop de l'arxipèlag de Bismarck i al sud de les Illes Carolines, a l'Oceà Pacífic, i pertany als Estats Federats de Micronèsia, a l'estat federat de Pohnpei. Aquest és un dels atols considerat de forma no oficial dins el suposat cas de la Micronèsia Espanyola.

## Història
Kapingamarangi va ser descobert el 1536 per l'espanyol Fernando de Grijalva que va anomenar-lo Coroa. Al segle xix va ser anomenat Greenwich pels anglesos i Constantine pels francesos.
L'any 1916 l'atol va patir una severa sequera. Els japonesos, autoritat colonial de l'època, van ordenar el trasllat de part de la població a l'illa de Pohnpei. Avui la comunitat Kapinga de Pohnpei és d'uns 700 habitants, aproximadament els mateixos que viuen a l'atol. Tot i la distància i les dificultats de comunicació, es mantenen els lligams culturals.
El primer vaixell europeu va entrar a la llacuna i va establir un contacte directe amb els habitants el 1877. Quan l'imperi japonès va assumir el control de Micronèsia des de l'imperi alemany el 1914, el transport marítim, el comerç i els viatges es van fer més habituals per als illencs.
L'illa va ser atacada pels bombarders de la Marina dels Estats Units durant la Segona Guerra Mundial.

## Geografia
Kapingamarangi és un atol aïllat, situat a 304 km de Nukuoro i 644 km al sud de Pohnpei. L'atol, que té 33 illes, 3 d'aquestes habitades forma una llacuna deixant només un pas navegable.
La principal activitat econòmica és la pesca. L'agricultura és de subsistència amb plantacions de taro, arbre del pa, bananes i cocos.

## Cultura
Situat a mig camí entre les illes melanèsies de les Salomó i les illes micronèsies de les Carolines, la cultura tradicional de Kapingamarangi és polinèsia. Per això s'inclou en les illes perifèriques polinèsies. La població, anomenada Kapinga, prové de migracions prehistòriques de la Polinèsia occidental. La llengua de Kapingamarangi, relacionada amb la llengua de Nukuoro, és una llengua polinèsia de la branca de les llengües samoiques. En total hi ha uns 1.500 parlants natius repartits entre Kapingamarangi i Pohnpei.

## Missions d'ajuda
Kapinamarangi ha rebut missions d'ajuda per part de la Unió Europea. El novembre de 2019, la Delegació de Cooperació de la Unió Europea al Pacífic va invertir 14 mesos en la instal·lació de grans bidons d'aigua potable en algunes parts de l'atol, els quals a banda d'ajudar la població a obtenir aigua potable en períodes normals, també els serà molt útil per a les temporades de sequera. Aquests dipòsits tenen una capacitat conjunta de 193.056 litres, que a banda de subministrar aigua directament a l'església, a l'escola o al centre mèdic, també la subministra a algunes cases de l'illa principal. Per dur a terme aquest projecte, es van contractar 24 treballadors de l'atol que també van aprendre a reparar si fos necessari els dipòsits.
Pocs anys enrere, el projecte Readiness for El Niño (RENI) impulsat per la Unió Europea, la qual va oferir 4,5 milions d'euros, juntament amb la Comunitat del Pacífic que va ser qui ho va implementar amb els governs dels Estats Federats de Micronèsia, les Illes Marshall i Palaos van desenvolupar aquest projecte centrat a assegurar els recursos alimentaris i hídrics de l'atol. També, el Programa del Pacífic Sud i Micronèsia de la Universitat d'Oregon, Estats Units, (MSPP) ha col·laborat des de l'any 1988 a prestar assistència tècnica a territoris remots com l'atol de Kapinamarangi, també han col·laborat o col·laboren actualment prestant ajuda material, tecnològica o només econòmica PTT Found o l'organització PMU (Project Management Unit que forma part de l'Adaptation Fund) o fins i tot la Reial Força Aèria Australiana ha col·laborat en alguna missió d'ajuda a l'atol.